# 国民志愿服务团
国民志愿服务团（缩写为RSS）是印度极右翼、印度教民族主义、全男性的准军事志愿者组织。国民志愿服务团有诸多外围组织，被称为 Sangh Parivar（“服务团家族”），團員遍及印度社会各階層。国民志愿服务团成立于1925年9月27日。截至2019年，它的会员人数至少有500万。印度人民党被广泛认为与国民志愿服务团有深刻联系；印度总理纳伦德拉·莫迪、印度总统和内阁中的大多数人都是服务团成员。
国民志愿服务团最初的目标是通过印度教纪律来训练成员品格，并团结印度教社会形成一个印度教国家（Hindu Rashtra）。该组织提倡维护印度文化和公民社会的价值观、传播印度教思想、以强化印度教社会。它的灵感来自于二战期间的欧洲极右翼团体。国民志愿服务团此后逐渐发展成为印度教民族主义伞式组织，催生了多个附属组织，建立了许多学校、慈善机构和社团来传播其思想信仰。服务团不公布其年度预算，但表示所有资金都来自私人捐款。成为会员是免费的，可以通过在线填写表格加入。
在英国统治印度期间，国民志愿服务团曾被取缔过一次，后又被印度政府取缔过三次：第一次是在1948年，南度蓝姆·高德西暗杀甘地后（南度蓝姆·高德西称因分歧已离开服务团）；第二次是在印度紧急状态期间（1975－1977年）；第三次是在1992年巴布里清真寺被拆除后。

## 历史

### 英属印度时期
国民志愿服务团创立于 1925 年，创立者为医生K·B·赫格瓦。组织的使命包括追求印度独立，及回应印度教及穆斯林之间的暴乱。与宣扬非暴力的甘地不同，国民志愿服务团则强调军事纪律和印度教经文。
赫格瓦曾批评印度国大党领导层的宗教多元性，也不愿团结穆斯林以抗争英国人。服务团的早期领袖 M·S·高瓦克曾将基督徒和穆斯林称为印度的“内部威胁”，并称印度可以学习纳粹德国的“种族自豪感”。但服务团领导人支持建立以色列作为犹太人的国家。高瓦克钦佩犹太人保持其“宗教、文化和语言”。2006年，国民志愿服务团试图与高瓦克的著作《We or Our Nationhood Defined》保持距离，称该组织不再同意其中的一些观点。
虽然国民志愿服务团追求印度独立，但在赫格瓦的领导下并没有组织实质性运动，也没有与当时反抗英国统治的组织有直接联系。服务团没有支持国大党的 1930 年印度独立宣言或者代表印度独立的三色旗。其后，在高瓦克的领导下，服务团也与独立运动保持了距离。高瓦克认为服务团承诺通过“捍卫宗教和文化”来实现自由，而不是通过与英国人抗争。高瓦克不想给英国人借口来取缔服务团。他遵守了英属印度政府在二战期间实施的所有限制措施，甚至宣布终止服务团的军事化组织。国民志愿务团没有参加退出印度运动或者 1946 年的皇家印度海军兵变。英属印度政府也未认为服务团对印度治安有过威胁。高瓦克承认服务团未积极参与独立运动，以至民意认为服务团空有声明，但在现实中没有意义。

### 印度独立后

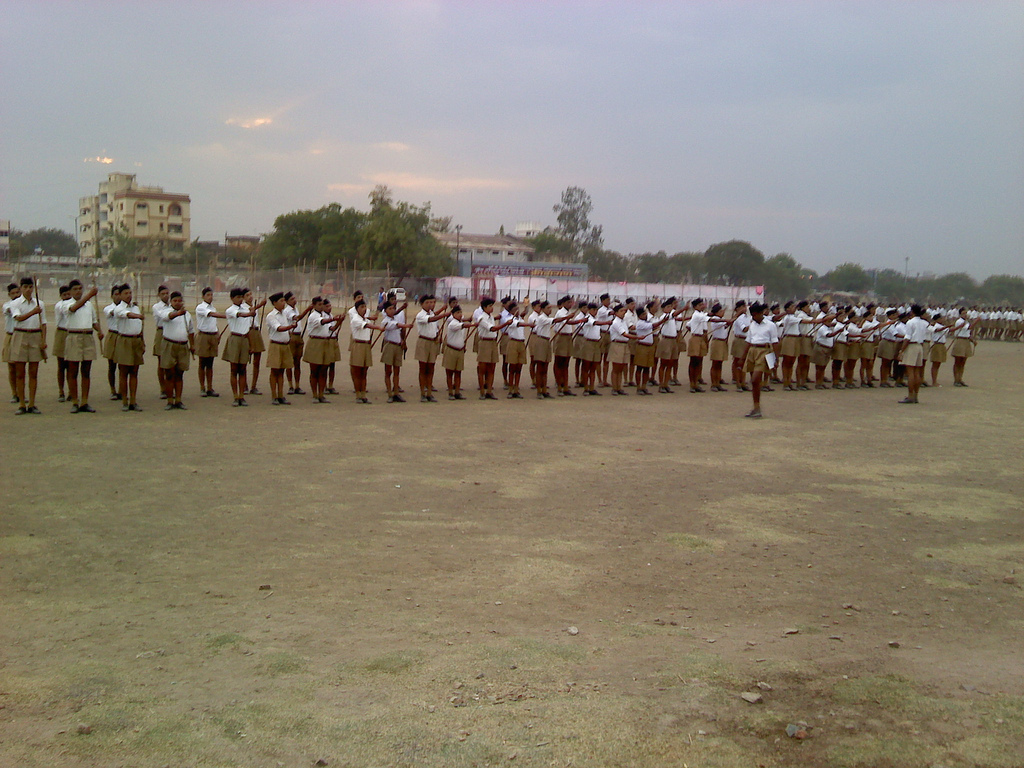
2011 年服务团棒术训练，位于那格浦尔。

1948 年，印度独立不久，南度蓝姆·高德西便因不满圣雄甘地试图弥合印度教徒及穆斯林的目标，将甘地射杀。国民志愿服务团承认高德西曾是该组织成员，但认为他是极端分子，在甘地被杀时已经离开组织。亦有其他人，包括高德西的亲属，认为他从未离开服务团 。官方的调查认为国民志愿服务团对甘地之死不付责任。
1975年，英迪拉·甘地政府宣布印度实行紧急状态，并冻结基本权利、限制新闻自由。此前，印度最高法院以选举舞弊为由，取消了甘地在印度议会的席位。国民志愿服务团被认为与反对派领导人关系密切、组织基础庞大、有能力组织反对政府的抗议活动，也因此被禁止。
时任服务团领袖 Deoras 曾致信英迪拉·甘地，承诺与她合作，以换取解禁，并曾试图寻找中间人与政府进行调解。因政府没有回应，服务团开始了反对紧急状态的地下运动，直至紧急状态解除。有学者认为服务团在紧急状态时期的作用强化了其在印度政治中合法性，从而为随后的印度教政治播下了种子。此前，1948年的甘地暗杀案一直是服务团的污点。
1980年代，国民志愿服务团因呼吁在印度北部城市阿约提亚建造印度教寺庙而知名。阿约提亚被认为是印度教神祇罗摩的出生地，但罗摩的出生地点已有一座16世纪建造的巴布里清真寺。1992年，印度教信众摧毁了该清真寺。之后，近两千人在骚乱中死亡，其中大部分是穆斯林。截止 2020 年，罗摩神庙已经开始兴建。

## 目标
印度宪法将其定义为世俗国家，但国民志愿服务团的使命声明称其“坚定地植根于真正的民族主义”，并谴责“以世俗主义的名义侵蚀国家的完整性”和“无休止地姑息穆斯林人口”。